# James Cameron
James Francis Cameron, kanadski filmski ustvarjalec, izumitelj in raziskovalec, * 16. avgust 1954, Kapuskasing, Ontario, Kanada.
Cameron je znan predvsem kot ustvarjalec izjemno dobičkonosnih hollywoodskih filmov; dva njegova filma, Titanik (1997) in Avatar (2009) sta podrla rekord zaslužka in sta še danes najdobičkonosnejša filma vseh časov. V svoji filmski karieri se je preizkusil kot scenarist, oblikovalec, producent, montažer in režiser. Poleg tega je sodeloval pri razvoju več tehnoloških inovacij za snemanje filmov; biografinja ga je opisala kot pol umetnika in pol znanstvenika. Eden od njegovih novejših podvigov je bil potop na dno Marianskega jarka, ki je bil šele drugi potop na najglobljo točko na Zemlji s človeško posadko v zgodovini.
Za svoje delo je bil doslej nominiran za šest oskarjev in prejel tri, vse od njih za film Titanic.